# Chris Tomlinson
Christopher George Tomlinson, detto Chris (Middlesbrough, 15 settembre 1981), è un ex lunghista britannico.

## Palmarès
| Anno                                  | Manifestazione          | Sede        | Evento         | Risultato | Prestazione | Note |
| ------------------------------------- | ----------------------- | ----------- | -------------- | --------- | ----------- | ---- |
| In rappresentanza della Gran Bretagna |                         |             |                |           |             |      |
| 2000                                  | Mondiali juniores       | Santiago    | Salto in lungo | 12º       | 7,29 m      |      |
| 2001                                  | Europei under 23        | Amsterdam   | Salto in lungo | 6º        | 7,70 m      |      |
| 2002                                  | Europei                 | Monaco      | Salto in lungo | 6º        | 7,78 m      |      |
| 2003                                  | Mondiali indoor         | Birmingham  | Salto in lungo | 11º (q)   | 7,73 m      |      |
| 2003                                  | Mondiali                | Parigi      | Salto in lungo | 9º        | 7,93 m      |      |
| 2004                                  | Mondiali indoor         | Budapest    | Salto in lungo | 6º        | 8,17 m      |      |
| 2004                                  | Giochi olimpici         | Atene       | Salto in lungo | 5º        | 8,25 m      |      |
| 2005                                  | Europei indoor          | Madrid      | Salto in lungo | 9º (q)    | 7,85 m      |      |
| 2005                                  | Mondiali                | Berlino     | Salto in lungo | 14º (q)   | 7,83 m      |      |
| 2006                                  | Europei                 | Göteborg    | Salto in lungo | 9º        | 7,74 m      |      |
| 2007                                  | Europei indoor          | Birmingham  | Salto in lungo | 5º        | 7,89 m      |      |
| 2007                                  | Mondiali                | Osaka       | Salto in lungo | 16º (q)   | 7,89 m      |      |
| 2008                                  | Mondiali indoor         | Valencia    | Salto in lungo | Argento   | 8,06 m      |      |
| 2008                                  | Giochi olimpici         | Pechino     | Salto in lungo | 27º (q)   | 7,70 m      |      |
| 2009                                  | Mondiali                | Berlino     | Salto in lungo | 8º        | 8,06 m      |      |
| 2010                                  | Mondiali indoor         | Doha        | Salto in lungo | 14º (q)   | 7,75 m      |      |
| 2010                                  | Europei                 | Barcellona  | Salto in lungo | Bronzo    | 8,23 m      |      |
| 2011                                  | Mondiali                | Taegu       | Salto in lungo | 11º       | 7,87 m      |      |
| 2012                                  | Europei                 | Helsinki    | Salto in lungo | 13º (q)   | 7,84 m      |      |
| 2012                                  | Giochi olimpici         | Londra      | Salto in lungo | 6º        | 8,07 m      |      |
| 2013                                  | Europei indoor          | Göteborg    | Salto in lungo | 7º        | 7,95 m      |      |
| 2014                                  | Europei                 | Zurigo      | Salto in lungo | 11º       | 7,75 m      |      |
| In rappresentanza dell' Inghilterra   |                         |             |                |           |             |      |
| 2002                                  | Giochi del Commonwealth | Manchester  | Salto in lungo | 6º        | 7,79 m      |      |
| 2006                                  | Giochi del Commonwealth | Melbourne   | Salto in lungo | 6º        | 7,96 m      |      |
| 2010                                  | Giochi del Commonwealth | Nuova Delhi | Salto in lungo | Finale    | nm          |      |
| 2014                                  | Giochi del Commonwealth | Glasgow     | Salto in lungo | 5º        | 7,99 m      |      |

## Altre competizioni internazionali
2008
- Coppa Europa di atletica leggera ( Annecy)